# 陆诩
陸诩（?—?），南朝梁、南朝陈吴郡（今江苏省苏州市）人，陆琼第三子。
陸诩年轻时学习崔灵恩的《三礼义宗》。南梁时，百济国求讲礼博士，他奉诏出使百济讲礼。回国后，官至给事中，定阳令。陈文帝天嘉初年，为始兴王陈伯茂侍读，转任尚书祠部郎中。